# Karł Peterson

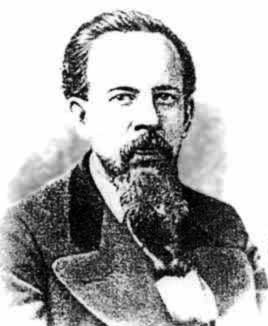
Karł Peterson

Karł Michajłowicz Peterson (1828–1881) – rosyjski matematyk, badacz geometrii różniczkowej i równań różniczkowych cząstkowych. Wspólnie z Nikołajem Braszmanem i Awgustem Dawydowem założył Moskiewskie Towarzystwo Matematyczne.